# Grabowica (województwo lubelskie)
Grabowica – wieś w Polsce położona w województwie lubelskim, w powiecie tomaszowskim, w gminie Susiec.
W latach 1975–1998 miejscowość administracyjnie należała do województwa zamojskiego.
Wieś stanowi sołectwo gminy Susiec. Według Narodowego Spisu Powszechnego z roku 2011 wieś liczyła 513 mieszkańców.
Wierni Kościoła rzymskokatolickiego należą do parafii św. Jana Nepomucena w Suścu.

## Historia
O Grabowicy w wieku XIX pisano: „Wieś ordynacka w powiecie biłgorajskim, gminie Majdan Sopocki, parafii Tomaszów, oddalona o 2 mile od Tomaszowa, a 5 mil od Biłgoraja. Położona na płaszczyźnie górzystej ma 47 domów i 454 mieszkańców katolików wyznania łacińskiego. 
Gruntu ornego było we wsi 1012 mórg. Ludność trudni się uprawą roli i przemytnictwem. Gleba w części piaszczysta i popielatka. We wsi oprócz tkaczy innych rękodzielników nie ma”.